# Lino Banfi
Pour les articles homonymes, voir Banfi (homonymie).
Lino Banfi (né Pasquale Zagaria) est un acteur italien né le 9 juillet 1936 à Andria en Italie.

## Biographie
Né à Andria, dans la région des Pouilles, Banfi commence sa carrière jouant dans des comédies érotiques qui connaissent un grand succès du public. Parmi les films les plus célèbres de l'acteur on trouve Vieni avanti cretino et L'allenatore nel pallone.

## Filmographie

### Cinéma
- 1960 : Les Hurleurs (Urlatori alla sbarra) de Lucio Fulci
- 1964 : Sedotti e bidonati
- 1964 : I due evasi di Sing Sing
- 1965 : Deux Mafiosi contre Goldginger (Due mafiosi contro Goldginger) de Giorgio Simonelli
- 1965 : Come inguaiammo l'esercito
- 1965 : 002 Operazione Luna
- 1965 : I due parà
- 1966 : Adulterio all'italiana
- 1966 : Deux bidasses et le général
- 1967 : Au son du fusil (A suon di lupara) de Luigi Petrini
- 1968 : I due pompieri
- 1968 : I nipoti di Zorro
- 1968 : Zum zum zum
- 1968 : I due deputati
- 1968 : Indovina chi viene a merenda?
- 1969 : Lisa dagli occhi blu
- 1969 : Gli infermieri della mutua
- 1969 : Il suo nome è Donna Rosa
- 1969 : Franco e Ciccio sul sentiero di guerra
- 1969 : L'Année de la contestation
- 1969 : Zum Zum Zum n 2
- 1969 : Certes, certainement
- 1969 : Il prof. dott. Guido Tersilli primario della clinica Villa Celeste convenzionata con le mutue
- 1970 : Nini Tirebouchon de Marcello Fondato
- 1970 : Quelli belli... siamo noi
- 1970 : Nel giorno del Signore
- 1970 : Mezzanotte d'amore
- 1970 : Io non scappo... fuggo
- 1970 : Amore Formula 2
- 1971 : Mazzabubù... Quante corna stanno quaggiù?
- 1971 : Detenuto in attesa di giudizio
- 1971 : Il clan dei due Borsalini
- 1971 : Scusi, ma lei le paga le tasse?
- 1971 : Io non spezzo... rompo
- 1971 : La Grosse Combine
- 1971 : Venga a fare il soldato da noi
- 1971 : Riuscirà l'avvocato Franco Benenato a sconfiggere il suo acerrimo nemico il pretore Ciccio De Ingras?
- 1972 : Il terrore con gli occhi storti
- 1972 : Continuavano a chiamarli i due piloti più matti del mondo
- 1972 : Boccace raconte
- 1972 : Il prode Anselmo e il suo scudiero
- 1973 : Il brigadiere Pasquale Zagaria ama la mamma e la polizia
- 1973 : Péché véniel
- 1973 : L'Autre Face du parrain
- 1974 : Quatre Zizis au garde à vous (4 marmittoni alle grandi manovre)
- 1974 : Il trafficone
- 1974 : Sesso in testa de Sergio Ammirata (it) et Fernando Di Leo
- 1975 : L'esorciccio
- 1975 : Ursula l'anti-gang de Fernando Di Leo
- 1976 : Stangata in famiglia
- 1976 : L'affittacamere
- 1976 : Basta che non si sappia in giro
- 1977 : La compagna di banco
- 1977 : Orazi e Curiazi 3 - 2
- 1977 : Kakkientruppen
- 1978 : L'insegnante balla... con tutta la classe
- 1978 : La Prof et les Cancres (L'insegnante va in collegio) de Mariano Laurenti
- 1978 : La liceale nella classe dei ripetenti
- 1978 : La soldatessa alle grandi manovre
- 1979 : L'Infirmière de nuit
- 1979 : Sabato, domenica e venerdì
- 1979 : La liceale, il diavolo e l'acquasanta
- 1979 : Tutti a squola
- 1979 : La liceale seduce i professori
- 1979 : La Flic à la police des mœurs
- 1979 : L'insegnante viene a casa
- 1979 : L'Infirmière du régiment
- 1979 : La baigneuse fait des vagues
- 1980 : La ripetente fa l'occhietto al preside
- 1980 : La moglie in vacanza... l'amante in città
- 1980 : La moglie in bianco... l'amante al pepe
- 1980 : Zucchero, miele e peperoncino
- 1980 : La dottoressa ci sta col colonnello
- 1981 : Spaghetti a mezzanotte
- 1981 : L'onorevole con l'amante sotto il letto
- 1981 : Cornetti alla crema
- 1981 : Fracchia la belva umana
- 1982 : Vieni avanti cretino
- 1982 : Dio li fa e poi li accoppia
- 1982 : Pappa e ciccia
- 1982 : Vai avanti tu che mi vien da ridere
- 1982 : Ricchi, ricchissimi, praticamente in mutande
- 1983 : Al bar dello sport
- 1983 : Occhio, malocchio, prezzemolo e finocchio
- 1984 : L'allenatore nel pallone
- 1985 : I pompieri
- 1986 : Grandi magazzini
- 1986 : Scuola di ladri
- 1987 : Roba da ricchi
- 1987 : Il commissario Lo Gatto
- 1987 : Missione Eroica - I pompieri 2
- 1987 : Bellifreschi
- 1988 : Com'è dura l'avventura
- 2008 : L'allenatore nel pallone 2
- 2008 : Un'estate al mare
- 2008 : Focaccia blues
- 2009 : Ma belle-famille en Italie
- 2016 : Quo vado? :

### Télévision
- 1998-2016 : Un medico in famiglia
- 2002 : Une vie de chien